# Deutsche Rentenversicherung Schwaben
Die Deutsche Rentenversicherung Schwaben (bis 2005 Landesversicherungsanstalt Schwaben) mit Hauptsitz in Augsburg ist ein Regionalträger der gesetzlichen Rentenversicherung in Deutschland. Es handelt sich dabei um eine Körperschaft des öffentlichen Rechts mit Selbstverwaltungsauftrag. Die Selbstverwaltungsorgane sind zum einen die Vertreterversammlung und zum anderen der Vorstand, die sich jeweils paritätisch aus ehrenamtlichen Vertretern der Versicherten und der Arbeitgeber zusammensetzen. Hauptamtlich wird die Deutsche Rentenversicherung Schwaben von einem Geschäftsführer geleitet.
Sie ist ferner Verbindungsstelle zur italienischen, maltesischen, marokkanischen und tunesischen Rentenversicherung. Die Aufsicht führt das Bayerische Staatsministerium für Familie, Arbeit und Soziales.

## Geschichte
Aufgrund des Invaliditäts- und Altersversicherungsgesetzes vom 22. Juni 1889 wurde vom Bundesrat am 8. März 1890 die Errichtung von 31 Versicherungsanstalten beschlossen. Die erste Versicherungsanstalt in Schwaben wurde daraufhin für den Regierungsbezirk Schwaben und Neuburg an der Donau am 2. Januar 1891 mit Sitz in Augsburg errichtet. Als Organe der Versicherungsanstalt waren ein Vorstand und ein Ausschuss vorgesehen. Die Aufgaben des Vorstandes der Versicherungsanstalt wurden von einem durch das Königliche Staatsministerium des Inneren bestimmten Königlichen Regierungsrat wahrgenommen.
Im Jahre 1899 erfolgte eine Namensänderung von Versicherungsanstalt in Landesversicherungsanstalt, um den behördlichen Charakter zu betonen und Verwechslungen mit Privatversicherungen zu vermeiden. Zwei Jahre bezog die Landesversicherungsanstalt das neu erbaute Hauptverwaltungsgebäude in der Augsburger Holbeinstraße 10 (heute Staatliches Bauamt). Ab 1960 befand sich die Hauptverwaltung an der Blauen Kappe 18 in Augsburg (heutiges Verwaltungszentrum der Stadt Augsburg).
Der Zuständigkeitsbereich der Landesversicherungsanstalt Schwaben veränderte sich einschneidend durch die Gebietsreform im Jahre 1972. Schwaben gab dabei vor allem die Stadt und den Landkreis Neuburg an der Donau an den Regierungsbezirk Oberbayern ab und übernahm von dort insbesondere den Hauptteil des vormaligen Landkreises Aichach. Seitdem erfolgten weitere geringfügige Korrekturen des Zuständigkeitsbereichs. Hauptsächlich verblieb es beim Zuständigkeitsbereich aus dem Jahre 1972.
Zwischen 1998 und 2001 erfolgte der Bau des neuen Dienstgebäudes der Landesversicherungsanstalt in der Dieselstraße 9 im Augsburger Stadtteil Oberhausen. 2001 wurde das Gebäude an der Blauen Kappe geräumt und anschließend von der Stadt Augsburg erworben.
Seit dem 1. Oktober 2005 treten alle Rentenversicherungsträger (die Bundesversicherungsanstalt für Angestellte, die Landesversicherungsanstalten, die Seekasse, die Bundesknappschaft und die Bahnversicherungsanstalt) unter dem neuen gemeinsamen Namen Deutsche Rentenversicherung auf. Die Neuorganisation wurde notwendig, weil sich die Strukturen in der Arbeitswelt in den vergangenen Jahrzehnten erheblich verändert hatten. Die historische – rentenrechtlich hingegen schon lange nicht mehr begründbare – Trennung von Arbeitern und Angestellten in der Rentenversicherung war nicht mehr nötig. Die Versicherten werden nun nach einem Quotelungssystem entweder der Deutschen Rentenversicherung Bund (vormals BfA), den Regionalträgern (vormals LVA) oder der neu zusammengeschlossenen Deutschen Rentenversicherung Knappschaft-Bahn-See zugeordnet.
Wichtigste Ziele dieser Neustrukturierung in der Rentenversicherung waren mehr Service bei geringeren Kosten, eine neue Aufgabenverteilung, eine Verbesserung des Beratungsangebotes und die Schaffung von klaren Strukturen.

## Aufgaben und Leistungen
| Haushaltsvolumen 2025             | 5.709.533.000 Euro |
| Ausgabenart                       | Anteil             |
| --------------------------------- | ------------------ |
| Renten                            | 81,75 %            |
| Krankenversicherung der Rentner   | 6,55 %             |
| Leistungen zur Teilhabe           | 2,02 %             |
| Verwaltungs- und Verfahrenskosten | 1,83 %             |
| Sonstige Aufwendungen             | 7,85 %             |
| Einnahmeart                       | Anteil             |
| Beiträge                          | 77,23 %            |
| Bundesmittel                      | 20,19 %            |
| Sonstige Einnahmen                | 2,58 %             |

| Art                                        | Inland  | Ausland |
| ------------------------------------------ | ------- | ------- |
| Renten wegen Alters                        | 169.893 | 269.140 |
| Renten wegen verminderter Erwerbsfähigkeit | 15.506  | 3.159   |
| Renten wegen Todes                         | 51.036  | 108.687 |
| Insgesamt                                  | 236.435 | 380.986 |

| Rentenart             | Anzahl | Inland | Ausland |
| --------------------- | ------ | ------ | ------- |
| Versichertenrenten    | 29.155 | 15.844 | 13.311  |
| Hinterbliebenenrenten | 12.063 | 4.378  | 7.685   |
| Insgesamt             | 41.218 | 20.222 | 20.996  |

| Art der Erledigung      | Anzahl | %      |
| ----------------------- | ------ | ------ |
| Bewilligungen           | 14.607 | 59,63  |
| Ablehnungen             | 5.425  | 22,15  |
| Anderweitige Erledigung | 4.463  | 18,22  |
| Insgesamt               | 24.495 | 100,00 |

### Leistungen
Zu den Leistungen der Deutschen Rentenversicherung Schwaben zählen im Wesentlichen:
- Renten wegen Alters[6]
- Renten wegen Todes
- Renten wegen verminderter Erwerbsfähigkeit
- Kranken- und Pflegeversicherung der Rentner
- Rehabilitation[7]

Bei der Gruppe der Rehabilitation wird weiter unterschieden zwischen:
- Leistungen zur medizinischen Rehabilitation
- Leistungen zur Teilhabe am Arbeitsleben
- Ergänzende Leistungen
- Sonstige Leistungen

### Auskunft und Beratung
Im Regierungsbezirk Schwaben bietet die Deutsche Rentenversicherung Schwaben regelmäßig Sprechtage an, bei denen Versicherte von Mitarbeitern der Deutschen Rentenversicherung Schwaben bezüglich gesetzlicher Altersvorsorge und Rentenversicherung beraten werden. Auch Antragsstellungen sind dort möglich. Die Auskunfts- und Beratungsstellen der Deutschen Rentenversicherung Schwaben befinden sich in Augsburg und Kempten. Alternativ besteht auch die Möglichkeit, ein kostenloses Servicetelefon zu nutzen. Zudem bietet die Deutsche Rentenversicherung Schwaben weitere ständige und nicht ständige Sprechtage in der schwäbischen Region an. Im Rahmen internationaler Sprechtage werden dort auch Fragen zum internationalen Rentenrecht beantwortet.
Die Reha-Ansprechstelle der Deutschen Rentenversicherung Schwaben befindet sich in Augsburg. Sie berät Versicherte und Arbeitgeber zu  Leistungen zur medizinischen Rehabilitation und zu Leistungen zur Teilhabe am Arbeitsleben (berufliche Rehabilitation) durch die Deutsche Rentenversicherung. Es wird das  Verfahren zur Antragstellung von Leistungen zur Teilhabe erläutert und auf die Möglichkeit der Inanspruchnahme einer ergänzenden unabhängigen Teilhabeberatung (EUTB) hingewiesen.

### Verbindungsstelle
Die Deutsche Rentenversicherung Schwaben ist als Regionalträger deutschlandweit Ansprechpartner für die Versicherten der Deutschen Rentenversicherung, die auch in Italien, Malta, Marokko oder Tunesien rentenversichert waren oder in diesen Ländern wohnen.
Zu den Aufgaben als Verbindungsstelle gehört es, die Rentenanträge an den zuständigen italienischen, maltesischen, marokkanischen oder tunesischen Versicherungsträger weiterzuleiten und die deutsche Rente unter Berücksichtigung der Besonderheiten der europäischen Verordnungen zur Koordinierung der Systeme der sozialen Sicherheit bzw. der Sozialversicherungsabkommen mit Marokko oder Tunesien zu berechnen. Weitere Aufgabengebiete stellen das Kontenklärungsverfahren oder das Versorgungsausgleichsverfahren im Scheidungsfall dar. In diesen Fällen wird in Zusammenarbeit mit den italienischen, maltesischen, marokkanischen oder tunesischen Trägern die Versicherungslaufbahn geklärt.

## Gebäude

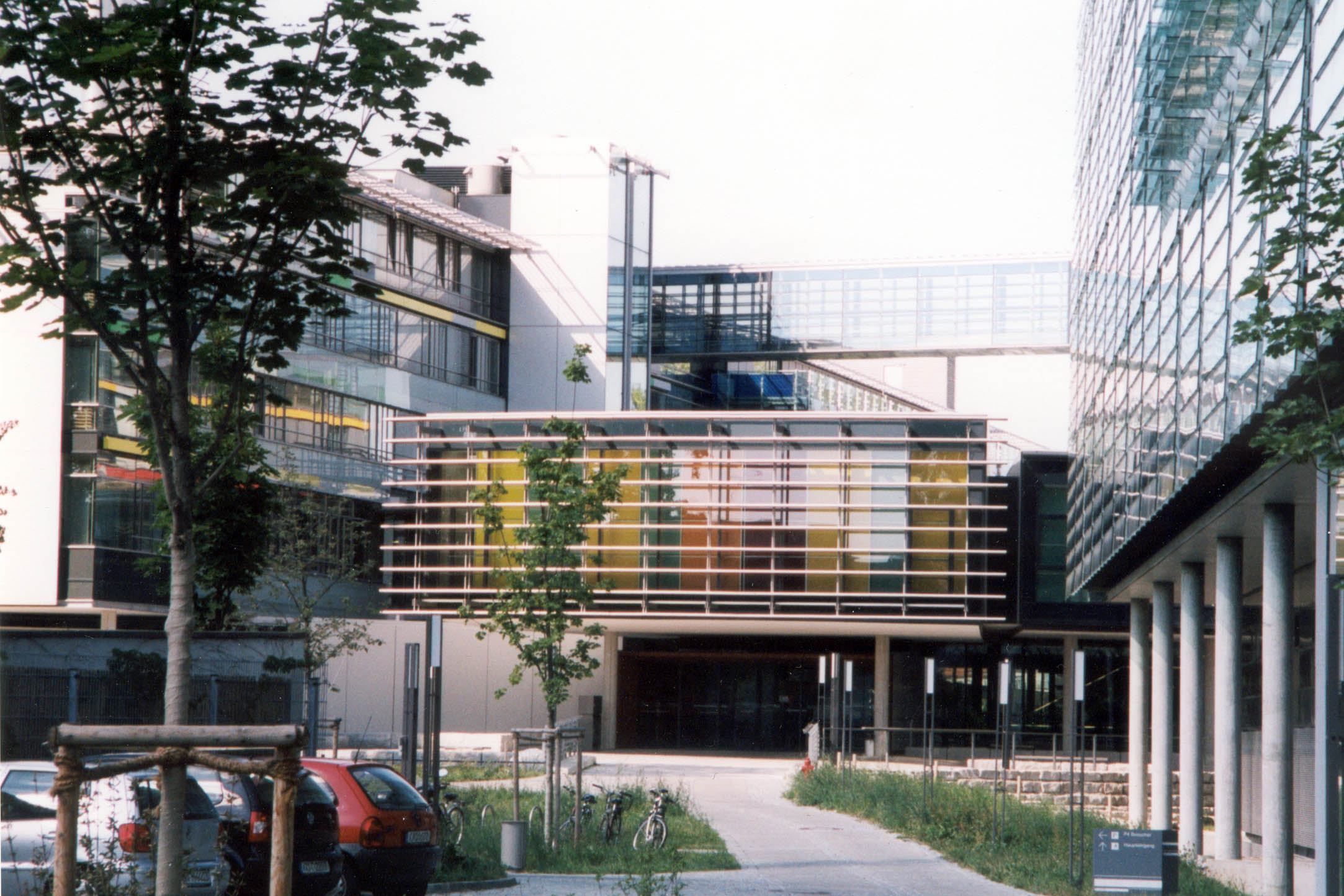
Hauptverwaltung der Deutschen Rentenversicherung Schwaben in Augsburg

Der Sitz der Hauptverwaltung befindet sich in der Dieselstraße 9 im Augsburger Stadtteil Oberhausen. Der modern gestaltete Gebäudekomplex wurde in zwei Bauabschnitten zwischen 1998 und 2001 in Stahlskelettbauweise errichtet. Die Bausumme belief sich auf rund 78 Millionen Euro. Neben einer großen Zahl von Büroräumen beinhaltet der Komplex auch Seminarräume, ein Rechenzentrum sowie eine Kantine und eine Tiefgarage.
Die Fassadengestaltung mit großflächigen Glasfenstern verleiht dem Gebäude ein transparentes Aussehen und sorgt gleichzeitig für einen hohen Lichteinfall in die Innenräume. Der durch das Gelände verlaufende Hettenbach wurde zudem in das Gebäudekonzept integriert.

## Organisation
Die Deutsche Rentenversicherung Schwaben ist eine rechtsfähige Körperschaft des öffentlichen Rechts mit Selbstverwaltung. Es handelt sich dabei also um keine unmittelbare staatliche Behörde, sondern sie ist Teil der mittelbaren Staatsverwaltung.
In einer Selbstverwaltung werden sämtliche wichtigen organisatorischen und personellen Entscheidungen von den Selbstverwaltungsorganen getroffen. Die ehrenamtlich besetzten Organe einer Behörde mit Selbstverwaltung setzen sich aus der von den Versicherten und Arbeitgebern gewählten Vertreterversammlung und dem Vorstand zusammen. Durch die Selbstverwaltung wird den Beitragszahlern der Deutschen Rentenversicherung Schwaben eine eigenverantwortliche, demokratische Gestaltung der Abläufe in der Behörde ermöglicht. Die Selbstverwaltung bietet ein wirksames Mitspracherecht bei der Erfüllung staatlicher Aufgaben. Die Organe der Selbstverwaltung können sich so in besonders hohem Maße für die Interessen der Beitragszahler einsetzen.

### Vertreterversammlung
Die Mitglieder der Vertreterversammlung der Deutschen Rentenversicherung Schwaben werden durch die Sozialwahl bestimmt. Die Versammlung besteht jeweils zur Hälfte aus ehrenamtlichen Arbeitgeber- und ehrenamtlichen Versichertenvertretern, die von Versicherten, Rentnern und Arbeitgebern im Rahmen der Sozialwahlen für jeweils 6 Jahre gewählt werden. Insgesamt gehören der Vertreterversammlung 30 Mitglieder an.
Die Vertreterversammlung hat eine Kontrollfunktion gegenüber dem Vorstand und dem Geschäftsführer. Sie wählt den Vorstand und auf dessen Vorschlag den Geschäftsführer und den stellvertretenden Geschäftsführer der Deutschen Rentenversicherung Schwaben, beschließt die Satzung der Behörde und stellt den Haushaltsplan fest. Des Weiteren nimmt sie die Jahresrechnung ab.

### Vorstand
Auch der Vorstand der Deutschen Rentenversicherung Schwaben setzt sich zur Hälfte aus ehrenamtlichen Arbeitgeber- und zur Hälfte aus ehrenamtlichen Versichertenvertretern zusammen. Er wird von der Vertreterversammlung gewählt und besteht aus insgesamt 12 Mitgliedern.
Der Vorstand verwaltet und vertritt die Deutsche Rentenversicherung Schwaben nach außen in grundsätzlichen Angelegenheiten. Er stellt den Haushaltsplan auf, fasst Beschlüsse bezüglich der Vermögensanlagen und entscheidet über wichtige Personalangelegenheiten.

### Geschäftsführer
Der hauptamtliche Geschäftsführer der Deutschen Rentenversicherung Schwaben wird auf Vorschlag des Vorstandes von der Vertreterversammlung gewählt und gehört dem Vorstand mit beratender Funktion an. Der derzeitige Geschäftsführer der Deutschen Rentenversicherung Schwaben ist Erster Direktor Bernd Schön, sein Stellvertreter ist Direktor Herbert Linke. Die Geschäftsführer sind für die laufenden Verwaltungsgeschäfte verantwortlich und vertreten die Deutsche Rentenversicherung Schwaben gerichtlich und außergerichtlich.

## Personal
Die Deutsche Rentenversicherung Schwaben beschäftigt rund 1.600 Mitarbeiterinnen und Mitarbeiter, wovon rund  zwei Drittel der Beschäftigten in der Hauptverwaltung und rund ein Drittel in den Kliniken tätig waren.
Im Hause der Deutschen Rentenversicherung Schwaben kann eine Ausbildung zum Sozialversicherungsfachangestellten  oder Fachinformatiker im dualen System absolviert werden. Die praktische Ausbildung erfolgt ausschließlich im Haus, die theoretische Ausbildung wird sowohl an der Berufsschule als auch hausintern durchgeführt.
Des Weiteren besteht die Möglichkeit die 3. Qualifikationsebene (ehemals gehobener Dienst) im Rahmen des Dualen Studiums zum Diplom-Verwaltungswirt /-in (FH) oder zum Wirtschaftsinformatiker (B.Sc.) zu absolvieren.
Die Deutsche Rentenversicherung Schwaben bieten darüber hinaus auch Ausbildungsplätze als Koch bzw. Köchin, Kaufleute im Gesundheitswesen oder Kaufleute für Büromanagement an. Diese Berufsgruppen werden ausnahmslos in den Kliniken der Deutschen Rentenversicherung Schwaben ausgebildet und sind ebenfalls dual strukturiert.
Alle aktuelle Ausbildungs- und Studienangebote werden auf der Internetseite der Deutschen Rentenversicherung Schwaben und auf www.azubiyo.de veröffentlicht.

## Kliniken
Die Deutsche Rentenversicherung Schwaben unterhält drei eigene Rehabilitationskliniken in Bad Wörishofen, Lindenberg-Ried und Oberstdorf, die sowohl einen stationären als auch einen teilstationären oder ambulanten Aufenthalt ermöglichen.
Die Fachklinik Oberstdorf ist eine Fachklinik für Orthopädie, in der sowohl stationäre medizinische Rehabilitationsmaßnahmen, als auch Anschlussrehabilitationenen durchgeführt werden.
Eine Fachklinik für Herz-Kreislauferkrankungen und Orthopädie, in der sowohl stationäre medizinische Rehabilitationsmaßnahmen als auch Anschlussrehabilitationen durchgeführt werden, befindet sich in Bad Wörishofen.
Die Klinik Lindenberg-Ried ist eine Fachklinik für Psychosomatik und Orthopädie, in der sowohl medizinische Rehabilitationsmaßnahmen, als auch Anschlussrehabilitationen durchgeführt werden.